# Liste von Jazzmusikern/Z
| Abk.  | Instrument           |
| ----- | -------------------- |
| acc   | Akkordeon            |
| acl   | Altklarinette        |
| afl   | Altflöte             |
| arr   | Arrangement          |
| as    | Altsaxophon          |
| b     | Bass                 |
| bar   | Baritonsaxophon      |
| bcl   | Bassklarinette       |
| bjo   | Banjo                |
| bl    | Bandleader           |
| bo    | Bongo                |
| bs    | Basssaxophon         |
| cl    | Klarinette           |
| clo   | Cello                |
| comp  | Komponist            |
| cond  | Dirigent             |
| cor   | Kornett              |
| dr    | Schlagzeug           |
| eh    | Englischhorn         |
| ep    | Elektronisches Piano |
| fg    | Fagott               |
| fl    | Flöte                |
| flh   | Flügelhorn           |
| frh   | Frenchhorn           |
| gisy  | Gitarrensynthesizer  |
| git   | Gitarre              |
| gl    | Glockenspiel         |
| har   | Mundharmonika        |
| harp  | Harfe                |
| kb    | Kontrabass           |
| keyb  | Keyboard             |
| lyra  | Lyra                 |
| mando | Mandoline            |
| mar   | Marimba              |
| obo   | Oboe                 |
| org   | Orgel                |
| p     | Piano                |
| perc  | Perkussion           |
| picb  | Piccolobass          |
| pictp | Piccolotrompete      |
| reeds | Holzblasinstrumente  |
| sax   | Saxophon             |
| ss    | Sopransaxophon       |
| syn   | Synthesizer          |
| tb    | Tuba                 |
| th    | Tenorhorn            |
| tp    | Trompete             |
| trb   | Posaune              |
| ts    | Tenorsaxophon        |
| tt    | Turntables           |
| vib   | Vibraphon            |
| viola | Viola                |
| vl    | Violine              |
| voc   | Gesang               |

Diese Liste ist eine Unterseite der Liste von Jazzmusikern.

## Z – Ze
- Bojan Z p, keyb
- Rachel Z p
- Ingar Zach perc
- Helmut Zacharias violin
- Zane Zacharoff sax, cl
- George Zack p, voc
- Aziza Mustafa Zadeh p, comp, voc
- Leszek Zadlo ss, ts, fl, comp
- Adam Zagórski dr, comp
- Ben Zahler fl, comp
- Igor Zakus bg, comp
- Glenn Zaleski p
- Luca Zambito p, keyb, comp
- Francesco Zampini git
- Attilio Zanchi b
- Simone Zanchini acc, comp
- Valeria Zangger dr, perc
- Radek Zapadlo sax
- Amy Zapf p, org, key, b, voc, git, comp
- Stanley J. Zappa sax
- Chester Zardis kb, tu
- Eda Zari voc, comp
- Aga Zaryan voc
- Zlatko Kaucic dr
- Paul Zauner trb
- Cristina Zavalloni voc, arr, comp
- Kiane Zawadi trb, euphonium
- Alice Zawadzki voc, vl, comp
- Krzysztof Zawadzki dr, perc
- Joe Zawinul p, keyb, comp
- Riccardo Zegna p, comp
- Holger Zehrt dr, perc
- Kalle Zeier git
- Denny Zeitlin p, comp, b, dr
- Mel Zelnick dr
- Yoni Zelnik kb, comp
- Hubert Zemler dr, perc
- Konrad Zemler git
- Stefan Zeniuk sax, cl, bcl, eh
- Henry Baltimore Zeno dr
- Si Zentner bl, trb
- Sandro Zerafa git, arr
- Torbjörn Zetterberg kb, comp
- Monica Zetterlund voc

## Zi – Zy
- Reinhard Ziegerhofer b
- Finn Ziegler vl, viola, comp, perc
- Gernot Ziegler p, keyb, tp, comp
- Matthias Ziegler fl
- Rebekka Ziegler voc
- Rolf Zielke p, keyb, comp
- Eliot Zigmund dr
- Peter Zihlmann p, comp
- Pete Zimmer dr
- Partick Zimmerli sax, comp
- Daniel Zimmermann trb, tu, comp
- Wacław Zimpel cl
- Carlos Zingaro vl
- Axel Zinowsky git, comp
- Mike Zinzen as
- Ella Zirina git, voc, comp
- Jimmy Zitano dr
- Torrie Zito p, arr, comp
- Ratko Zjača git, comp
- Euclide Zoffoli sax, cl, comp
- Attila Zoller git
- Dave Zoller p, arr
- Vitaliy Zolotov git
- John Zorn sax
- Tony Zorzi git
- Philipp Z’Rotz ts, bar, cl, cond
- Alfons Zschockelt git, bjo
- Imre Zsoldos tp, cond
- Mark Zubek kb
- Walter Zuber Armstrong p, fl, bcl, arr
- Christian Zürner b
- Gabriel Zufferey p
- Roger Zufferey as, ss, cl
- Bojan Zulfikarpasic p
- Peter Conradin Zumthor dr, perc, comp
- Veronika Zunhammer voc, p, comp
- Aldo Zunino dr
- Nicole Zuraitis voc, p, comp, arr
- Christina Zurhausen git, comp
- Bob Zurke p
- Félix Zurstrassen b
- Pirly Zurstrassen p, acc
- Itiberê Zwarg b, comp, arr
- Barry Zweig git
- Ben Zweig dr
- Michael Zwerin b-tp, trb, p
- Wolfgang Zwiauer b
- Axel Zwingenberger p
- Torsten Zwingenberger dr
- Walter Zwingmann tp
- Łukasz Żyta dr, perc